# Nokia
Nokia Corporation, ustanovljena kot Nokia, je finsko multinacionalno komunikacijsko in informacijsko tehnologijsko podjetje, ustanovljeno leta 1865. Nokia ima sedež v Espoo, Uusimaa, na širšem območju Helsinki. Leta 2017, je bilo v podjetju Nokia zaposlenih približno 120.000 oseb v 120 državah, poslovali so v več kot 130 državah in so poročali o letnih prihodkih v višini približno 23 milijard €. Nokia je podjetje delniško kotirano na Helsinški borzi in New York Stock Exchange.
Družba je imela različne industrijske panoge v svoji 152-letni zgodovini, prvotno ustanovljeno kot mlin celuloze, in se trenutno osredotoča na velike telekomunikacijske infrastrukture, in tehnološki razvoj in licenciranje. Nokia je tudi pomemben dejavnik v industriji mobilne telefonije, ki je pomagal pri razvoju standardov GSM in LTE, in je bil za obdobje največji prodajalec mobilnih telefonov na svetu vendar so jo kmalu zasenčili konkurenti. Nokia je na koncu sklenila pakt z Microsoftom v letu 2011 da bo na svojih napravah uporabljala le operacijski sistem Windows Phone na prihodnjih pametnih telefonih. Del podjetja Nokia je na koncu kupil Microsoft v splošnem dogovoru v višini 7.17 milijard $. 
V letu 2016 so predstavili kamero za virtualna resničnost OZO, in pridobili francosko telekomunikacijsko podjetje Alcatel-Lucent in tehnološko podjetje digitalnega zdravja Withings. Do konca leta 2016, se bo ime Nokia vrnilo na trg mobilne telefonije s HMD global.Konec leta 2016 je Nokia predstavila svoj novi pametni telefon Nokia 6, ki je bil sprva na voljo le na kitajskem.
Na Svetovnem kongresu mobilne telefonije v Barceloni leta 2017 je Nokia skupaj s finskim HMD global predstavil tri nove pametne mobilne telefone Nokio 3, Nokio 5 in Nokio 6. Vse tri poganja mobilni operacijski sistem Android. Predstavili pa so tudi prenovljeno Nokio 3310. Vsi pametni mobilni telefoni pa naj bili na voljo v drugi četrtini leta 2017.

## Zgodovina

### 1865 - 1967
Nokia ima zelo dolgo zgodovino, vse od leta 1865 ko je rudarski inženir Fredrik Idestam postavil mlin celuloze blizu Finskega mesta Tampere. Drugi mlin celuloze je bil postavljen leta 1868 blizu sosednjega mesta Nokia. V letu 1871 je Idestam skupaj s svojim prijateljem Leom Mechelinom, ustvaril podjetje in ga poimenoval Nokia, po mestu kjer je stal drugi mlin celuloze. Za naslednjih 90 let je bilo Nokia, podjetje za gozdne proizvode in elektrogospodarstvo.
V letu 1922 je podjetje stopilo v partnerstvo s podjetjem Finskih kabelskih del in podjetjem Finskih gumarskih del.

### 1967 - 1990
V letu 1967 so se tri podjetja - Nokia, podjetje Finskih Kabelskih Del in podjetjem Finskih Gumarskih del - združila v enotno podjetje Nokia Corporation, sedanjo obliko komunikacijskega podjetja, ki se je ukvarjalo z več različnimi vrstami industrije, vključno z gumarstvom, gozdarstvom, kabli, elektriko in elektroniko. V začetku 70ih let pa se je začelo ukvarjati tudi z omrežjem in radijsko industrijo. Podjetje Nokia se je začelo proizvajati tudi z vojaško opremo za finske obrambne sile, kot je Sanomalaite M/90 komunikator v letu 1983 in M61, plinsko masko ki se je prvič razvila v 60ih letih dvajsetega stoletja. V okviru oddelka Nokia Data je družba od leta 1981 do leta 1991 izdelala profesionalne mobilne radijske postaje, telefonska stikala, kondenzatorje, kemikalije in linijo osebnih računalnikov, imenovane MikroMikko. Leta 1979 je družba Nokia sklenila pogodbo s televizijskim ustvarjalcem Salora, s katerim je ustvarila Mobiro, ki je temelj Noki-jinega bodočega mobilnega telefona. Leta 1982 je Mobira proizvedla prvi telefon Mobira Senator, prvi mobilni telefon družbe Nokia.
- Mobira 800-NDB
- Nokia MAC 8532 laser
- LV 317M vojaški radio
- A MikroMikko 4 TT m216 namizni računalnik

### 1990 - 2009
Prvi prenosni mobilni telefon družbe Nokia po Mobira Senatorju je bil Mobira Cityman 900 leta 1987. Nokia je v osemdesetih letih podpirala razvoj mobilnega standarda GSM in razvila prvo GSM omrežje s Siemensom, ki je bila predhodnica Nokia Siemens Network. Novembra 1992 je bila prestavljena Nokia 1011, ki je postala prvi mobilni telefon na tržišču. Leta 1998 je Nokia prehitela Motorolo in postala najbolj prodajana blagovna znamka mobilne telefonije.
Nokijini mobilni telefoni so bili zelo uspešni v Evropi, Afriki, Aziji in Oceanji. Bili so tudi pionirji mobilnih iger zaradi popularnosti igre Snake, ki je prednaložena na številnih izdelkih. Nokia 3310 je eden od najbolj znanih izdelkov družbe, in je danes znana zaradi svoje žilavosti in trdnosti. Nokia je v letu 2003 ustvarila najbolj prodajan mobilni telefon vseh časov, Nokio 1100. Prvi telefon s fotoaparatom Nokia je bil 7650, njegov naslednik 3600/3650 pa je bil prvi telefon s kamero na severnoameriškem trgu.
Leta 2003 je Nokia poskušal prodreti na trg prenosnih konzol z N-Gage; Vendar je bila naprava napaka, ki ni mogla izpodbijati prevladujočega Nintendota.
Nokia-jevi telefoni in pametni telefoni, ki temeljijo na Symbian S60, so dosegli priljubljenost v začetku 20. stoletja. Platforma za pametne telefone že vrsto let vodi v Evropi in Aziji, vendar je zaostala za Windows Mobile, Palm OS in BlackBerry v Severni Ameriki. Eden pomembnih uspehov podjetja je bil zelo napreden mobilni telefon N95, pa tudi kovinski E71 v letu 2008.

### 2014 - do danes
Po tem ko je Microsoft kupil del podjetja, ki je proizvajal mobilne telefone, se je podjetje Nokia osredotočilo predvsem na podružnico Nokia Networks.
14. aprila 2015 je podjetje potrdilo pogovore s Francoskim telekomunikacijskim podjetjem Alcatel-Lucent. Naslednji dan je podjetje Nokia potrdilo da je kupilo podjetje Alcatel-Lucent v celoti in sicer za preračunanih 15.6 milijard evrov. Rajeev Suri je bil prepričan da je s tem podjetje dobilo veliko prednost pri razvijanju nove generacije omrežja 5G.
14. julija 2015 ja Rajeev Suri potrdil, da se bo podjetje vrnilo na trg mobilne tehnologije.
28. julija 2015 je podjetje predstavilo OZO, 360-stopinjsko kamero za virtualno resničnost. Podjetje je povedalo tudi, da je to ena izmed prvih tehnoloških naprav in da jih v prihodnje lahko pričakujemo še več. Kamera OZO ustvarjena za profesionalno uporabo je bil namenjen prodaji na drobno za 60000 ameriških dolarjev, vendar je cena padla za 15000 ameriških dolarjev do datuma ko je bila na voljo za nakup. Na Noki-jini spletni strani pa je na voljo za 40000 ameriških dolarjev.
3. avgusta je podjetje potrdilo da je prodalo digitalne zemljvide Here podjetju BMW, Daimler AG in Volkswagen Group za 2.8 milijard evrov. Prodaja se je zaključila 3. decembra istega leta.
26. aprila leta 2016 je podjetje potrdilo da je kupilo podjetje Withings za 191 milijonov dolarjev. Podjetje se je pridružilo novi Nokia Health enoti Nokia Tehnlogies.
18. maja istega leta pa je podjetje Microsoft Mobie prodalo svojo blagovno znamko Nokia podjetju HMD Global, ki ga vodi veliko ljudi iz podjetja Nokia. Podjetje ima pravico da proizvaja in prodaja mobilne telefone pod imenom Nokia. HMD je predstavilo svoj prvi pametni mobilni telefon Nokia 6 Januarja leta 2017. Na Kongresu mobilne telefonije je podjetje predstavilo še dva pametna mobilna telefona Nokia 3 in Nokia 5, ter prenovljen klasični telefon Nokia 3310, ki pa je bil deležen velike pozornosti.
Finsko podjetje HMD Global je 5. julija 2017 sporočilo, da bodo v prihodnjih serijah pametnih telefonov uporabljali leče s podpisom Zeiss.
Leta 2017 je vrednost blagovne znamke Nokia skočilo 147 mest na 188 v primerjavi z letom 2016 v bonitetni oceni Brand Finance. Njena rast je bila pripisana portfelju zdravja in novih mobilnih telefonov, ki jih je razvil HMD Global.

## Mobilni telefoni Nokia
- Nokia 3310 iz leta 2000, prodanih je bilo 126 milijonov enot in še danes velja za enega najbolj trpežnih mobilnih telefonov.
- Nokia 6100 in Nokia 6610 iz leta 2002 sta bila prva mobilna telefona z barvnim zaslonom.
- Nokia 1100 in Nokia 1110 sta še vedno najbolj prodajana mobilna telefona na svetu.
- Nokia 6600 iz leta 2003 je bil prvi mobilni telefon s kamero znamke Nokia.
- Nokia N70 je bil prvi pametni mobilni telefon znamke Nokia.
- Nokia N73 na voljo v Avgustu leta 2006 , ki je podpiral 3G omrežje in imel sprednjo kamero.
- Nokia N95 na voljo v Marcu 2007, s kamero s 5 megapixli.
- Nokia E71 z qwerty tipkovnico na voljo v Juliju 2008.
- Nokia N8 na voljo v Septembru 2010 je prvi z 12 megapixelsko kamero in avtofokusom.
- The Nokia 808 PureView, na voljo v Februarju 2012 z 41 megapixelsko kamero in lečo Carl Zeiss.

## Seznam najbolj prodajanih mobilnih telefonov Nokia
1996
- Nokia 1610, 100 milijonov prodanih enot
- Nokia 6120, 21 milijonov prodanih enot
- Nokia 3210, 150 milijonov prodanih enot

2000
- Nokia 3310, 126 milijonov prodanih enot
- Nokia 8890, 15 milijonov prodanih enot

2002
- Nokia 6100, 15 milijonov prodanih enot
- Nokia 6610, 15 milijonov prodanih enot
- Nokia 3510, 15 milijonov prodanih enot

2003
- Nokia 1100, 250 milijonov prodanih enot
- Nokia 3100/3120, 50 milijonov prodanih enot
- Nokia 3200/3220, 30 milijonov prodanih enot
- Nokia 2100, 20 milijonov prodanih enot
- Nokia N-Gage, 3 milijonov prodanih enot
- Nokia 6600, 2 milijonov prodanih enot

2004
- Nokia 2600/2610/2626/2630, 135 milijonov prodanih enot
- Nokia 6010/6020/6030, 75 milijonov prodanih enot
- Nokia 6230/6233, 50 milijonov prodanih enot
- Nokia 3220, 35 milijonov prodanih enot
- Nokia 2650, 35 milijonov prodanih enot
- Nokia 2300, 15 milijonov prodanih enot
- Nokia 3120, 15 milijonov prodanih enot
- Nokia 6170, 15 milijonov prodanih enot
- Nokia 5140, 15 milijonov prodanih enot
- Nokia 7260, 15 milijonov prodanih enot

2005
- Nokia 1110, 250 milijonov prodanih enot
- Nokia N70/N72/N73, 45 milijonov prodanih enot
- Nokia 6101, 35 milijonov prodanih enot
- Nokia 6060, 35 milijonov prodanih enot
- Nokia 6270/6280, 30 milijonov prodanih enot
- Nokia 6670, 19 milijonov prodanih enot
- Nokia 6680, 15 milijonov prodanih enot
- Nokia 8800, 15 milijonov prodanih enot
- Nokia 6111, 15 milijonov prodanih enot
- Nokia 2680, 15 milijonov prodanih enot

2006
- Nokia 1600/1650/1661, 130 milijonov prodanih enot
- Nokia 6070/6080, 50 milijonov prodanih enot
- Nokia 7360/7370/7380, 45 milijonov prodanih enot
- Nokia 6300, 35 milijonov prodanih enot
- Nokia 2310, 35 milijonov prodanih enot
- Nokia 5200/5300, 30 milijonov prodanih enot
- Nokia 6085, 15 milijonov prodanih enot
- Nokia 6125, 15 milijonov prodanih enot
- Nokia 6131, 15 milijonov prodanih enot
- Nokia 3250, 1 milijonov prodanih enot

2007
- Nokia 2600 klasični, 15 milijonov prodanih enot
- Nokia 2760, 15 milijonov evrov
- Nokia 5610, 15 milijonov prodanih enot
- Nokia 3110 classic, 15 milijonov prodanih enot
- Nokia 6500 Slide, 15 milijonov prodanih enot
- Nokia 3500, 15 milijonov prodanih enot
- Nokia 6500 classic, 15 milijonov prodanih enot
- Nokia N95, 7 milijonov prodanih enot

2008
- Nokia 2330 klasični, 15 milijonov prodanih enot
- Nokia 7210 Supernova, 15 milijonov prodanih enot
- Nokia 5800 XpressMusic, 15 milijonov prodanih enot
- Nokia 5000, 15 milijonov prodanih enot
- Nokia E71, 15 milijonov prodanih enot

2009
- Nokia 5230, 159 milijonov prodanih enot
- Nokia N97, 2 milijonov prodanih enot
- Nokia 3720 classic, ? sold
- Nokia E52, ? sold
- Nokia 6700 classic, ? sold

2010
- Nokia N8, 6 milijonov prodanih enot

2013
- Nokia vsi modeli: 250 milijonov prodanih enot

## Logotipi
- Nokia je predstavilo svoj slogan "Connecting People" v letu 1992.[1][2]
- Nokia je posodobila izgled slogana in logotipa v letu 2005.[3]
- Nokijin trenutni logotip od leta 1966. Podjetje je končalo uporabo slogana z logotipom v letu 2011.